# Pol Deman
Polydore Joseph (Pol) Deman (Rekkem, 25 april 1889 – Outrijve, 31 juli 1961) was een Belgisch wielrenner.

## Loopbaan
Deman begon op zijn veertiende te werken in een textielfabriek. Bij zijn eerste wielerwedstrijd verdiende hij al een weekloon. In 1911 debuteerde hij in de Ronde van Frankrijk als onverzorgde, dus zonder tot een ploeg te behoren. Hij won alle ritten bij de onverzorgden en werd dertiende in het eindklassement.
Deman was winnaar van de eerste Ronde van Vlaanderen in 1913 en hij won ook Bordeaux-Parijs in 1914. In 1914 werd hij levenslang geschorst wegens meerijden met een wagen. Tijdens de Eerste Wereldoorlog trad hij op als spion door documenten over de Nederlandse grens te smokkelen. Hij werd betrapt en kreeg de doodstraf. Hij werd gered door de wapenstilstand van 11 november 1918. Na de oorlog kreeg hij wegens zijn gedrag verschillende eretekens en de wielerbond gaf hem zijn licentie terug. Hij won nog Parijs-Roubaix in 1920 en Parijs-Tours in 1923. Hij was prof van 1910 tot 1925. Nadien werd hij fietsenmaker.

## Belangrijkste resultaten
1909
- 1e - Etoile Carolorégienne
- 1e - eindklassement Ronde van België amateurs
- 3e - Luik-Bastenaken-Luik

1910
- 1e - Brussel-Luik onafhankelijken

1911
- 1e - Sint-Eloois-Vijve
- 1e - Sint-Truiden
- 13e - eindklassement Ronde van Frankrijk

1913
- 1e - Etoile Carolorégienne
- 1e - Ronde van Vlaanderen
- 2e - Ronde van Henegouwen
- 2e - etappe 7 Ronde van Frankrijk
- 3e - Parijs-Menen
- 14e - eindklassement Ronde van Frankrijk

1914
- 1e - Bordeaux-Parijs
- 3e - eindklassement Ronde van België

1920
- 1e - Parijs-Roubaix

1923
- 1e - Parijs-Tours

## Resultaten in voornaamste wedstrijden
| Jaar | Ronde van Italië | Ronde van Frankrijk | Ronde van Spanje |
| ---- | ---------------- | ------------------- | ---------------- |
| 1911 |                  | 13e                 |                  |
| 1912 |                  |                     |                  |
| 1913 |                  | 14e                 |                  |
| 1914 |                  | opgave              |                  |
| 1920 |                  |                     |                  |
| 1921 |                  |                     |                  |
| 1922 |                  |                     |                  |
| 1923 |                  | opgave              |                  |

| Jaar | Ronde van Vlaanderen | Parijs-Roubaix | Parijs-Tours |
| ---- | -------------------- | -------------- | ------------ |
| 1911 |                      |                |              |
| 1912 |                      | 10e            |              |
| 1913 | ↑                    | 14e            | 10e          |
| 1914 |                      | 31e            |              |
| 1920 |                      | ↑              |              |
| 1921 |                      | 6e             |              |
| 1922 |                      | 4e             | 23e          |
| 1923 |                      |                | Goud         |

## Ploegen
- 1909 - Saphir Cycles
- 1910 - Saphir Cycles
- 1913 - Automoto-Continental
- 1913 - Depas Cycles
- 1914 - Alcyon-Soly
- 1922 - Automoto-Wolber-Russell Cycles
- 1923 - O. Lapize
- 1924 - La Française-Diamant-Dunlop